# XVIe congrès du Parti populaire
Le XVIe congrès du Parti populaire (en espagnol : XVI Congreso Nacional del Partido Popular) est un congrès du Parti populaire (PP) espagnol, organisé du 20 au 22 juin 2008 à Valence, afin d'élire le comité exécutif et d'adopter les motions politiques et les nouveaux statuts.
Mariano Rajoy, président du PP depuis 2004 est largement réélu en obtenant le plus faible résultat depuis 1989. Il forme ensuite un comité exécutif dont sont exclus les soutiens et proches de ses opposants.

## Candidat à la présidence
| Candidat | Candidat | Candidat               | Fonction politique récente                                              |
| -------- | -------- | ---------------------- | ----------------------------------------------------------------------- |
|          |          | Mariano Rajoy (53 ans) | Président du PP (depuis 2004) Député aux Cortes Generales (depuis 1989) |

Le 21 juin 2008, la présidente du bureau du congrès Rita Barberá annonce que seul Mariano Rajoy a présenté une liste pour le comité exécutif et pour le comité directeur, et le proclame ainsi unique candidat à la présidence. Le député Juan Costa avait publiquement renoncé deux semaines plus tôt à se porter candidat, en dépit des sollicitations de plusieurs dirigeants critiques de Mariano Rajoy.

## Résultats
Le 21 juin, Mariano Rajoy est réélu président du PP : sa liste pour le comité exécutif national reçoit le soutien de 84,24 % des délégués ayant pris part au vote, tandis que celle pour le comité directeur national obtient 83,97 %. Ce résultat, inférieur de près de quatorze points de pourcentage à celui de 2004, est marqué par un nombre record de votes blancs et constitue le résultat le plus faible depuis le congrès de refondation du parti, en 1989.

### Élection du comité exécutif national
| Candidat        | Candidat        | Voix  | %     |
| --------------- | --------------- | ----- | ----- |
|                 | Mariano Rajoy   | 2 187 | 84,24 |
|                 | Votes blancs    | 409   | 15,76 |
|                 |                 |       |       |
| Votes valides   | Votes valides   | 2 596 | 98,22 |
| Votes invalides | Votes invalides | 47    | 1,78  |
| Total           | Total           | 2 643 | 100   |

### Élection du comité directeur national
| Liste           | Liste           | Voix  | %     |
| --------------- | --------------- | ----- | ----- |
|                 | Mariano Rajoy   | 2 173 | 83,97 |
|                 | Votes blancs    | 413   | 16,03 |
|                 |                 |       |       |
| Votes valides   | Votes valides   | 2 586 | 98,02 |
| Votes invalides | Votes invalides | 52    | 1,98  |
| Total           | Total           | 2 638 | 100   |

### Composition du comité exécutif
À la suite de sa victoire, Rajoy annonce le nom des membres qu'il a choisi pour entrer dans la direction nationale du parti,,,. Les six membres sortants ayant ouvertement critiqué la ligne politique du président réélu sont écartés de la nouvelle équipe de direction.
| Comité exécutif national                                                   | Comité exécutif national        |
| -------------------------------------------------------------------------- | ------------------------------- |
| Président                                                                  | Mariano Rajoy                   |
| Secrétaire générale                                                        | María Dolores de Cospedal       |
| Vice-secrétaire général à l'Organisation et aux Élections                  | Ana Mato                        |
| Vice-secrétaire général à la Politique des communautés autonomes et locale | Javier Arenas                   |
| Vice-secrétaire général à la Communication                                 | Esteban González Pons           |
| Coordonnateur à l'Organisation                                             | Juan Carlos Vera                |
| Coordonnateur à l'Économie                                                 | Cristóbal Montoro               |
| Coordonnateur à la Justice et aux Libertés publiques                       | Federico Trillo                 |
| Coordonnateur à la Participation sociale                                   | Ana Pastor                      |
| Coordonnateur aux Relations internationales                                | Jorge Moragas                   |
| Coordonnateur aux Élections                                                | José Antonio Bermúdez de Castro |
| Coordonnateur à la Politique des communautés autonomes et municipale       | Juan Manuel Moreno              |
| Secrétaire                                                                 | Álvaro Nadal                    |
| Secrétaire                                                                 | José María Lassalle             |
| Secrétaire                                                                 | Gonzalo Robles                  |
| Secrétaire                                                                 | Juan José Matarí                |
| Secrétaire                                                                 | Sandra Moneo                    |
| Secrétaire                                                                 | Rafael Rodríguez-Ponga (es)     |
| Président du comité des droits et des garanties                            | Alfonso Fernández Mañueco       |
| Président du comité électoral                                              | Miguel Arias Cañete             |
| Membre                                                                     | Alfonso Alonso                  |
| Membre                                                                     | Juan Carlos Aparicio            |
| Membre                                                                     | Rita Barberá                    |
| Membre                                                                     | Leopoldo Barreda                |
| Membre                                                                     | José Manuel Barreiro            |
| Membre                                                                     | Ana Botella                     |
| Membre                                                                     | Gerardo Camps                   |
| Membre                                                                     | Manuel Cobo                     |
| Membre                                                                     | Miguel Ángel Cortés             |
| Membre                                                                     | Jorge Fernández Díaz            |
| Membre                                                                     | Carlos Floriano                 |
| Membre                                                                     | Gerardo Galeote (es)            |
| Membre                                                                     | Cuca Gamarra                    |
| Membre                                                                     | José Manuel García-Margallo     |
| Membre                                                                     | María José García-Pelayo        |
| Membre                                                                     | Juan José Güemes (es)           |
| Membre                                                                     | Juan José Lucas                 |
| Membre                                                                     | Josefa Luzardo (es)             |
| Membre                                                                     | Teófila Martínez                |
| Membre                                                                     | Lourdes Méndez                  |
| Membre                                                                     | José María Michavila            |
| Membre                                                                     | Francisco Millán                |
| Membre                                                                     | Ángeles Muñoz                   |
| Membre                                                                     | Dolors Nadal                    |
| Membre                                                                     | Corina Porro                    |
| Membre                                                                     | Vicente Rambla (es)             |
| Membre                                                                     | Luisa Fernanda Rudi             |
| Membre                                                                     | Alberto Ruiz-Gallardón          |
| Membre                                                                     | Antonio Sanz                    |
| Membre                                                                     | Cristina Tavío (es)             |
| Membre                                                                     | Alejo Vidal-Quadras             |
| Membre                                                                     | Celia Villalobos                |
| Membre                                                                     | Tomás Villanueva (es)           |
| Membre                                                                     | Juan Ignacio Zoido              |
| Membre                                                                     | Marimar Blanco                  |
| Membre                                                                     | Luis de Grandes                 |
| Membre                                                                     | Alfredo Prada                   |
| Membre                                                                     | Elvira Rodríguez                |